# NHK 마에바시 방송국

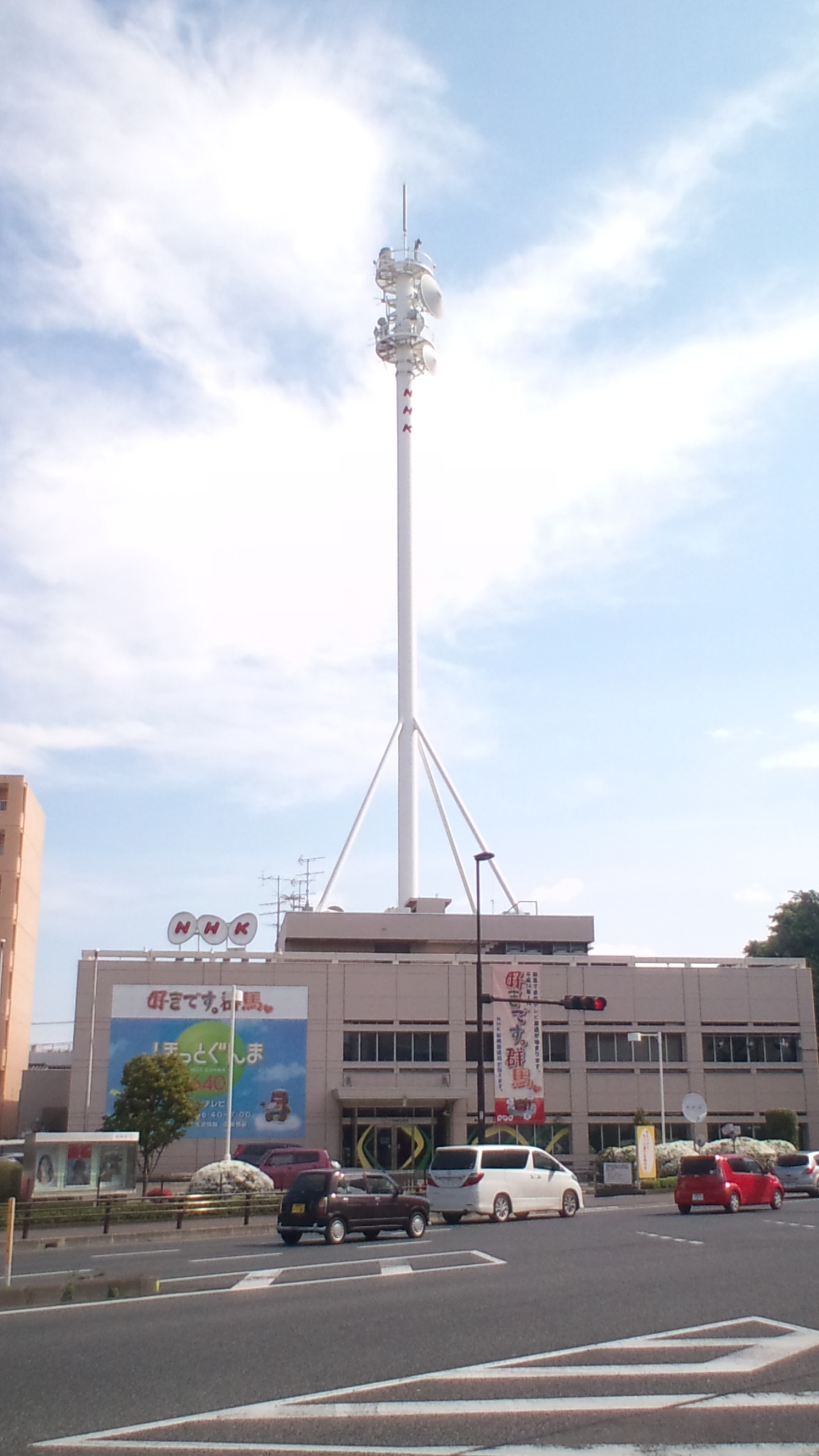
NHK 마에바시 방송국

NHK 마에바시 방송국(前橋 放送局)은 군마현을 방송구역으로 하는 NHK의 지역방송국이며 FM라디오 방송을 담당하고 있다.
중파라디오·텔레비전 방송은 도쿄에서 담당하고 있다.

## 연혁
- 1933년 6월 23일 - 마에바시 방송국 방송 개시(중파, 호출부호 JOBG).
- 1938년 12월 19일 - 마에바시 방송국 도쿄 중앙 방송국 출력증력에 따라 폐지(12월 20일 총무국 마에바시 출장소 개설).
- 1941년 12월 9일 - 마에바시 임시 방송소 방송 개시(중파, 호출 부호 없음).
- 1945년 10월 26일 - 마에바시 임시 방송소를 마에바시 중계방송소로 개칭.
- 1946년 9월 1일 - 마에바시 중계방송소 호출 부호를 JOBG로 결정.
- 1948년 5월 1일 - 마에바시 출장소를 마에바시 지국으로 개칭.
- 1948년 8월 16일 - 마에바시 중계방송소 폐지.
- 1951년 7월 1일 - 마에바시 지국을 마에바시 방송국으로 개칭(송신 시설 없음).
- 1965년 10월 5일 - 지상 아날로그 텔레비전 중계 개시.
- 1970년 3월 20일 - FM방송 개시(호출 부호 JOAP-FM).
- 1972년 5월 15일 - 오키나와의 본토 복귀에 따라 호출부호를 JOTP-FM으로 변경
- 2005년 12월 1일 - 지상파 디지털 텔레비전 중계 개시.
- 2011년 7월 24일 - 지상파 아날로그 텔레비전 방송 종료
- 2012년 4월 1일 - 마에바시 방송국 현역 텔레비전 방송 개시(호출 부호 JOTP-DTV).

## 채널·주파수
- 종합 텔레비전 마에바시 방송국 37ch(JOTP-DTV)
- 교육 텔레비전 도쿄방송센터 39ch(JOAB-DTV)
- FM방송 마에바시본국 81.6MHz (JOTP-FM)

## 보충서술
- 원래 FM방송에 할당된 호출 부호인 JOAP는 오키나와 방송국에 할당된 콜사인이었고 이 때문에 오키나와가 일본에 복귀한 1972년 NHK 오키나와 방송국에 넘겨준 대신 NHK 교토 방송국에서 사용하던 JOTP-FM을 사용하게 되었다.
- 2012년 4월 1일부로 현역 종합 텔레비전 방송국이 개국하였으며 방송출력은 100w이다.

## 군마현에 있는 다른 텔레비전·라디오 방송국
- 군마 TV(GTV)(독립 텔레비전 방송국)
- FM군마(JFN 계열)